# Ian Matthews (Leichtathlet)
Ian Matthews (Ian Christopher Matthews; * 11. April 1948) ist ein ehemaliger britischer Sprinter.
Bei den British Commonwealth Games 1974 in Christchurch wurde er mit der englischen Mannschaft Sechster in der 4-mal-100-Meter-Staffel. Über 200 m erreichte er das Halbfinale, und über 100 m schied er im Vorlauf aus.

## Persönliche Bestzeiten
- 100 m: 10,4 s, 6. Mai 1972, Lüdenscheid
- 200 m: 21,0 s, 6. Mai 1972, Lüdenscheid